# Fakia, Burgas
Fakia (în bulgară Факия) este un sat în comuna Sredeț, regiunea Burgas,  Bulgaria. 

## Demografie
Componența etnică a satului Fakia
     Romi (2,35%)
     Turci (2,94%)
     Bulgari (92,92%)
     Nicio identificare (1,76%)
La recensământul din 2011, populația satului Fakia era de 339 locuitori. Din punct de vedere etnic, majoritatea locuitorilor (92,92%) erau bulgari, existând și minorități de turci (2,94%) și romi (2,35%). Pentru 1,76% din locuitori nu este cunoscută apartenența etnică.